# Gustaf Fahnehielm
Per Gustaf Vilhelm Fahnehielm, född den 22 oktober 1832 i Stockholm, död där den 24 juni 1894, var en svensk kammarherre och utställningskommissarie.

## Biografi
Fahnehielm blev student vid Uppsala universitet 1850 och disputerade pro exercitio 1851. Han avlade fil. kand.-examen 1854 och disputerade samma år pro gradu. Fahnehielm promoverades till filosofie magister den 9 juni 1854. 
Efter studierna i Uppsala utnämndes Fahnehielm till extra ordinarie kanslist i ecklesiastikdepartementet. Han blev år 1863 tillförordnad kopist i ecklesiastikdepartementet och förordnades samma år att biträda hos byråchefen för den högre undervisningen. Fahnehielm var 1866 sekreterare i kommittén för industriutställningen i Stockholm. Året därpå utsågs han till Sveriges kommissarie vid världsutställningen i Paris. 
Fahnehielm var föreståndare för sebastinfabriken vid Uddnäs i Kungsängen, Stockholms län.
Vid sidan av sin tjänst i statsförvaltningen tjänstgjorde Fahnehielm inom hovet. Han blev tjänstgörande kammarjunkare 1859 och kammarherre 1865.
Fahnehielm var från 1865 gift med Olivia Ulrika Vilhelmina Nerman (1835–1920), dotter till livmedikus Vilhelm Samuel Nerman och Emma Elisabet Melin. Makarna Fahnehielm var barnlösa. De är begravda på Solna kyrkogård.

## Utmärkelser
- Riddare av Vasaorden, 1866
- Riddare av Danska Dannebrogsorden, 1866
- Riddare av Preussiska Kronorden, tredje klassen, 1866
- Riddare av Ryska S:t Anna-orden, tredje klassen, 1866
- Officer av Franska Hederslegionen, 1867
- Riddare av Nordstjärneorden, 1868